# Guildford (borough)
Guildford – dystrykt w hrabstwie Surrey w Anglii. W 2011 roku dystrykt liczył 137 183 mieszkańców.

## Miasta
- Guildford

## Inne miejscowości
Abbotswood, Albury, Artington, Ash Vale, Ash, Burntcommon, Burpham, Chilworth, Christmas Pie, Compton, East Clandon, East Horsley, Effingham, Fairlands, Farley Green, Flexford, Gomshall, Jacobs Well, Littleton, Merrow, Normandy, Ockham, Onslow Village, Peaslake, Pirbright, Puttenham, Ripley, Send Marsh, Send, Shackleford, Shalford, Shere, Stoughton, Tongham, Wanborough, West Clandon, West Horsley, Wisley, Wood Street Village, Worplesdon, Wyke.